# Хаменгкубувоно X
Хаменгкубувоно X или Хаменгкубувана X, (индон. Hamengkubuwono X, Hamengkubuwana X; р. 2 апреля 1946) — десятый султан Джокьякарты, правит с 1989 года. Имя при рождении — Бендоро Раден Мас Херджуно Дарпито (индон. Bendoro Raden Mas Herjuno Darpito). Имя после присвоения титула принца — Кандженг Густи Пангеран Харьо Мангкубуми (индон. Kanjeng Gusti Pangeran Haryo Mangkubumi). Имя после присвоения титула наследного принца — Кандженг Густи Пангеран Адипати Арья Хаменгку Негара Судибьо Раджа Путра Налендра Матарам (индон. Kanjeng Gusti Pangeran Adipati Arya (KGPAA) Hamengku Negara Sudibyo Raja Putra Nalendra Mataram). Полное имя после коронации — Нгарса Далем Сампейян Далем Ингканг Синувун Кандженг Шри Суштан Хаменгкубувоно Сенапати Инг Нгалого Нгабдуррохман Сайидин Панатагама Халифатуллах Ингканг Джумененг Капинг X (индон. Ngarsa Dalem Sampeyan Dalem Ingkang Sinuwun Kangjeng Sri Sultan Hamengku Buwono Senapati Ing Ngalogo Ngabdurrokhman Sayidin Panatagama Khalifatullah Ingkang Jumeneng Kaping X). 3 октября 1998 года избран губернатором особого округа Джокьякарта.

## Биография
Родился в Джокьякарте в 1946 году. Окончил юридический факультет Университета Гаджа Мада. В разное время занимал посты председателя Джокьякартского спортивного комитета, председателя местного отделения партии «Голкар», а также многие другие. В 1998 году, во время массовых волнений в Индонезии, поддержал требования митингующих об отставке президента Сухарто. В 2009 году был выдвинут партией «Голкар» кандидатом на президентских выборах, но потерпел поражение.

## Личная жизнь
Хаменгкубувоно X — первый султан Джокьякарты, прекративший практику многожёнства. Жена султана — королева Густи Кандженг Рату Хемас (индон. Gusti Kanjeng Ratu Hemas. В семье Хаменгкубувоно пять дочерей — Густи Раден Адженг Нурмалитасари, Густи Раден Аю Нурмагупита (индон. Gusti Raden Ayu Nurmagupita), Густи Раден Аю Нуркамнари Деви (индон. Gusti Raden Ayu Nurkamnari Dewi), Густи Раден Аю Нарабра Джувита (индон. Gusti Raden Ayu Nurabra Juwita) и Густи Раден Аю Нурвиджарени (индон. Gusti Raden Ayu Nurwijareni). В 2015 году старшая дочь была провозглашена наследницей престола под именем принцесса Мангкубуми.

## Фотоальбом

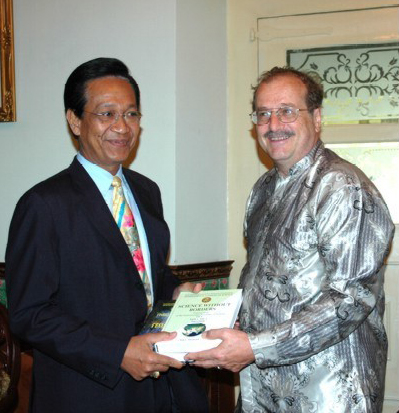
Хаменгкубувоно X и Президент Международной академии наук (Здоровье и Экология) Вальтер Кофлер
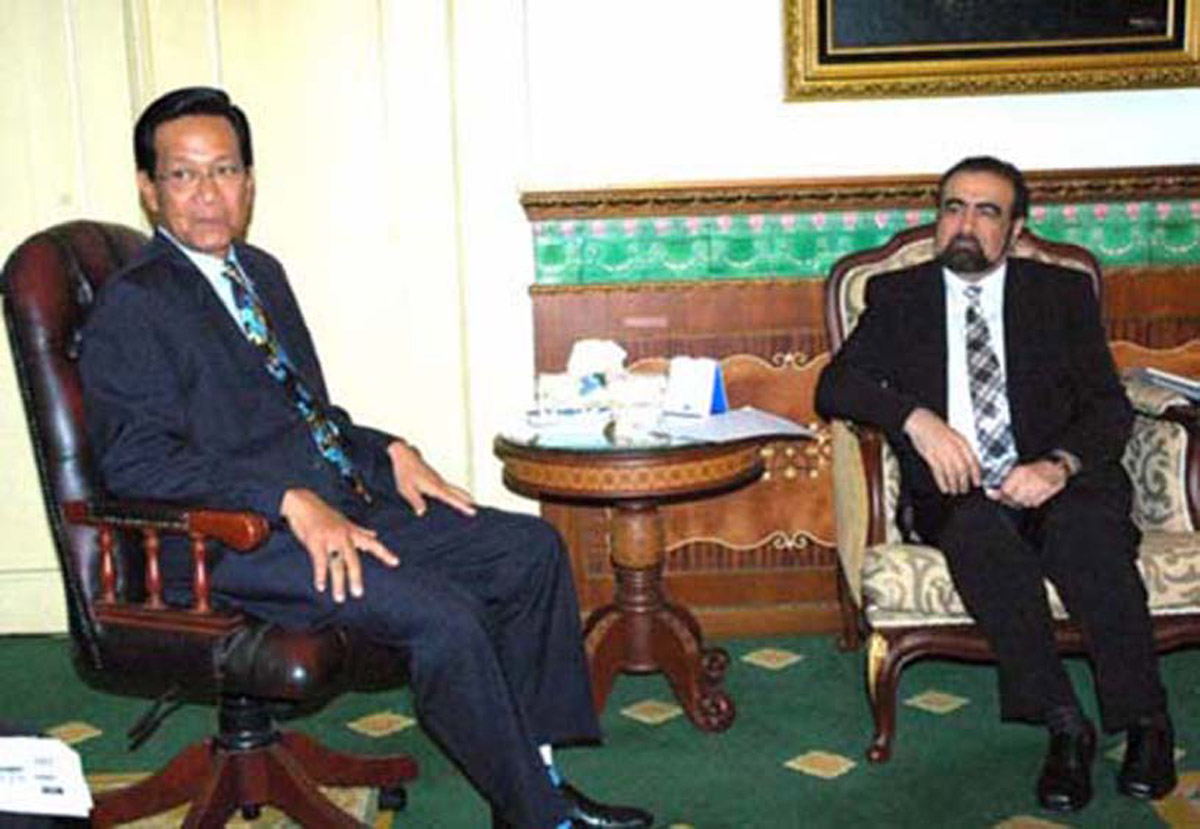
Хаменгкубувоно X и Эльчин Халилов
Национальный писатель Малайзии Кемала вручает султану Хаменгкубувоно X книги  14 сентября 2016 г. по случаю международной конференции по литературе Индонезии и Малайзии в Университете Гаджа Мада.